# ۱۵۲ (عدد)
۱۵۲(صد و پنجاه و دو) یک عدد طبیعی است که بعد از ۱۵۱ و قبل از ۱۵۳ قرار دارد.